# オウレンシダ
オウレンシダ (Dennstaedtia wilfordii) はシダ植物の1種。コバノイシカグマ科に属し、その姿がオウレンに似ると言われる。

## 特徴

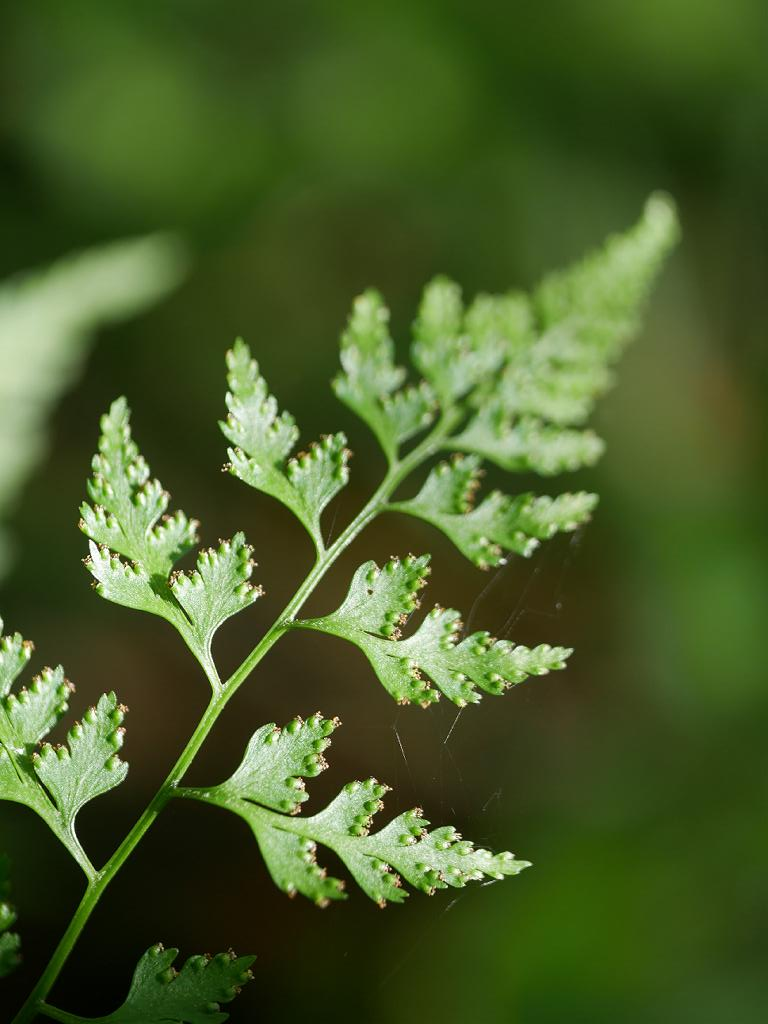
葉身先端部分の裏面

夏緑性の小型のシダ植物。根茎は長く伸びて横に這い、径4mmほどで褐色の軟毛が生えている。葉柄は長さ5-30cmほどで、上の方は緑から藁色で、基部に向かうにつれて黒褐色で光沢が出る。ただし全体に赤褐色を帯びることも多い。葉身は長さ10-30cm、幅3-8cmで全体としては長楕円状披針形をしており、2回羽状複葉から3回羽状複葉に切れ込む。鮮緑色で草質。羽片は広卵形で短い柄があり、裂片は深く切れ込んでいて長楕円状披針形をしており、縁には先端が鋭いか鈍く尖る歯がある。一見では無毛に見えるが、ルーペで観察すると確認できる程度に小さな毛がまばらに生えている。なお、葉の形や切れ込みの具合には変異が多く、また胞子嚢の付かないはは小さくて切れ込みが浅い傾向がある。

胞子嚢群は裂片の先端に付いており、包膜はコップ状で長さ、幅共に約1mmで毛がない。ただし包膜の形は本属の他の種のようにはっきりとコップ型にはなっておらず、やや葉身側にあってポケット状をしているように見える。
和名はキンポウゲ科の植物であるオウレンの葉に形が似ていることによる。

## 分布と生育環境
北海道から九州の北部にかけて見られ、国外ではアムール、中国、朝鮮からインドにかけて分布がある。
山地の森林内で腐植土や岩陰などに生育し、往々にして石灰岩地域に見られるともいう。涼しい山地で沢沿いや斜面を好む。日陰にも陽地にも出ることがあり、しばしば群生する。寒冷地に多く、暖地に希な傾向がある。

## 分類
コバノイシカグマ属 Dennstaedtia のものは日本では3種が知られ、その内でコバノイシカグマ D. scabra は本種よりかなり大きなもので、特に葉身の幅が15cm以上になる。イヌシダ D. hirsta は本種と同程度かやや小柄なシダで、本種と異なり葉全体に長い毛が多い。
分類学的には本属の胞子嚢群が葉の縁から突き出し、包膜がコップ状であることを特徴とする。近縁の属であるフモトシダ属 Microlepis では胞子嚢群は葉裏にあって包膜は縁が葉裏に癒合してポケット状となっている。本種ではこれらの特徴がこの2属の中間的なものと見ることが出来ることから、本種を独立させてオウレンシダ属 Coptidipteris を認める説もあったが、現在は認められていない。なお、田川(1959)では「フモトシダ属にいれてもたいしたふつごうはない」という記述がある。また、ニュージーランドのレプトレピア属と関連付ける考えもある。

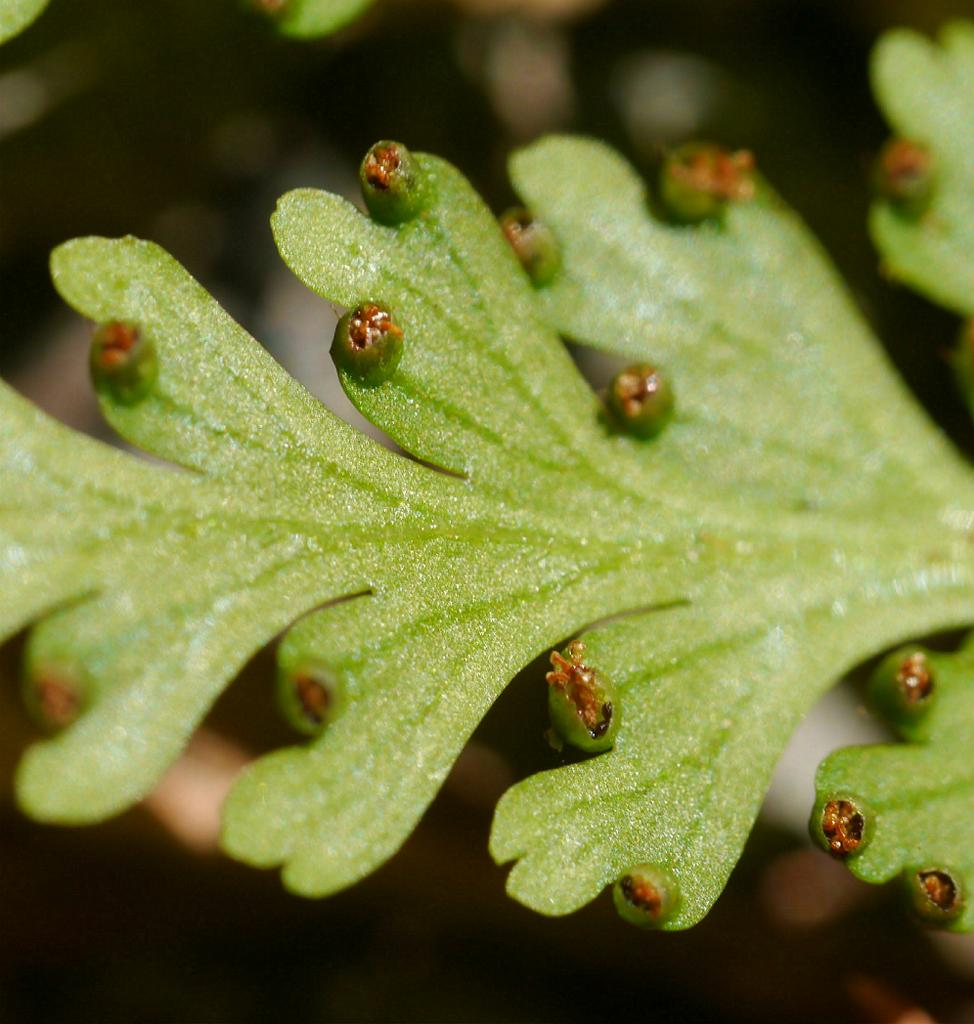
コバノイシカグマ属の包膜 コバノイシカグマ
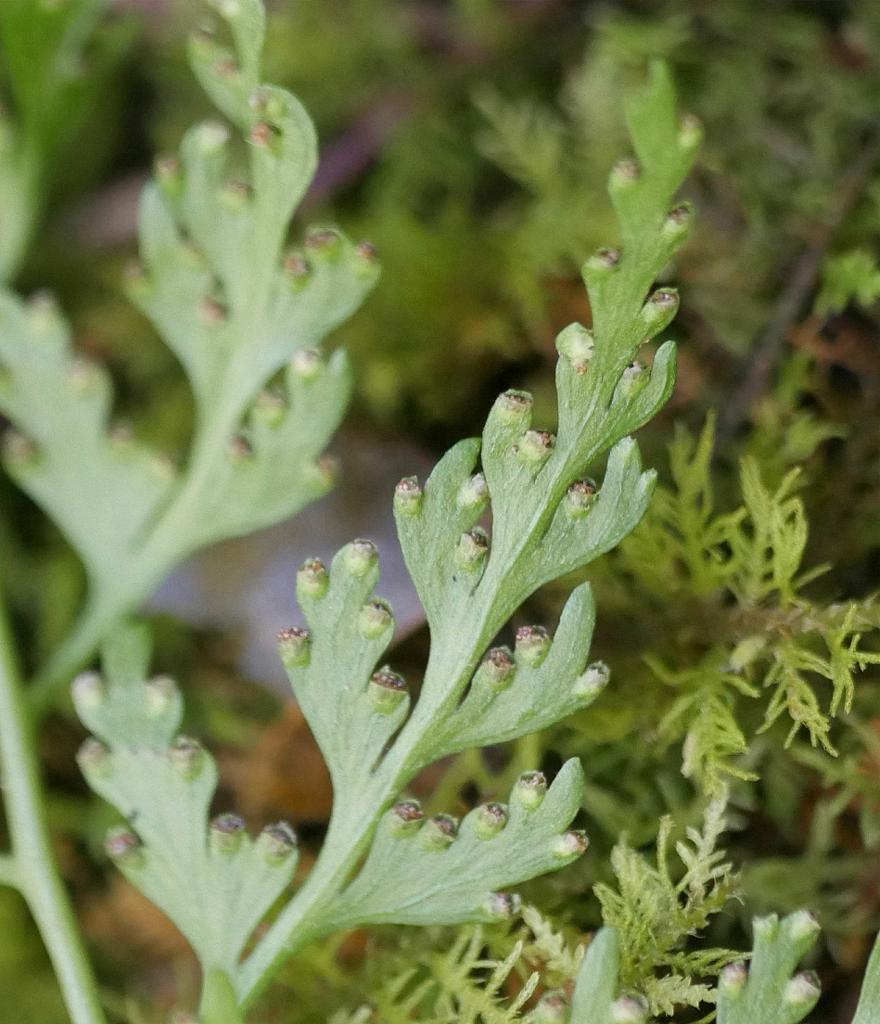
本種
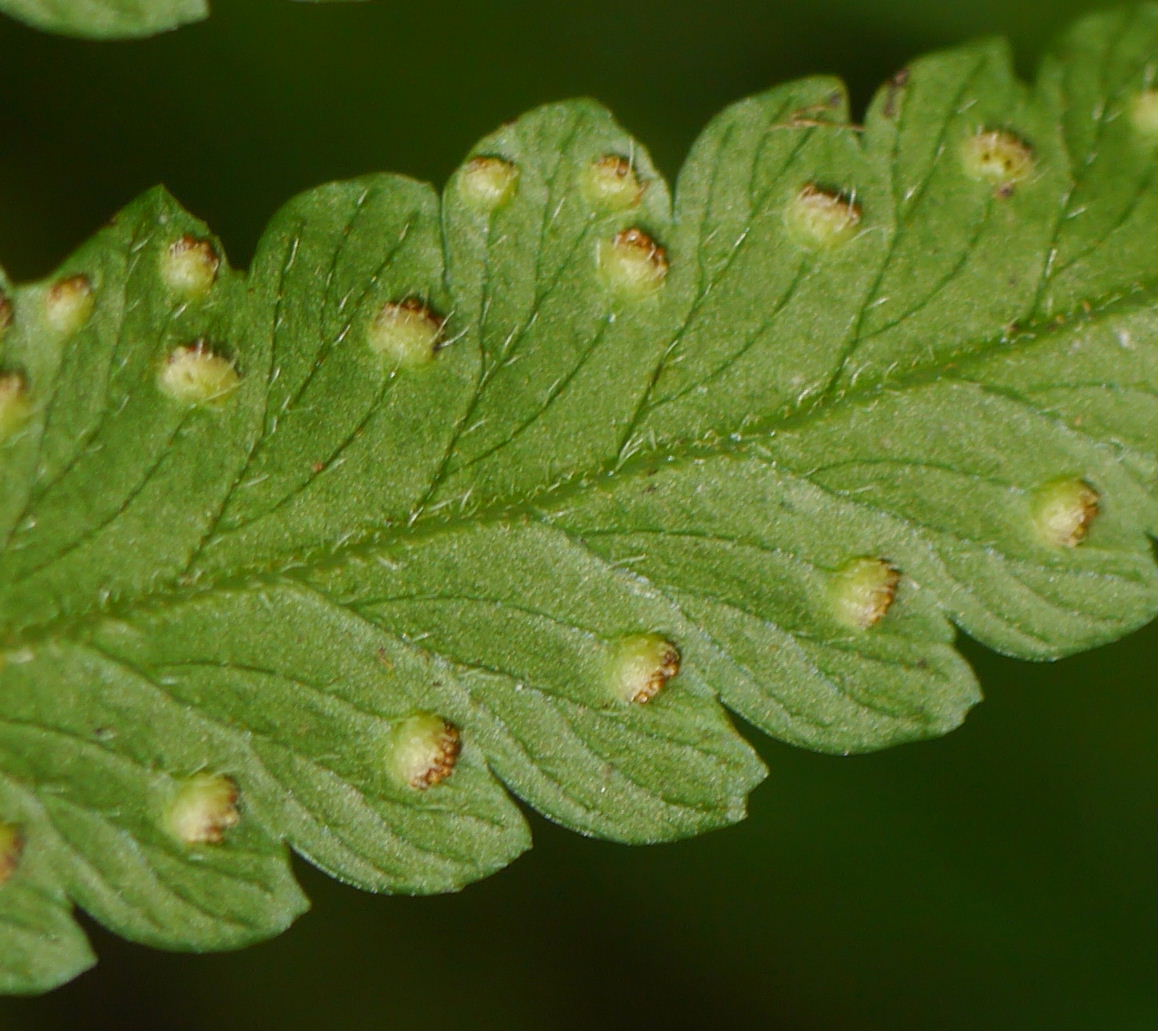
フモトシダ属 フモトシダ

なお、外見的にやや似たものとしてエダウチホングウシダ lindsaea chienii があげられるが、この種では胞子嚢群が葉の縁に連続的に作られる。

## 保護の状況
環境省のレッドデータブックには取り上げられていないが、宮崎県から千葉県に渡り、各地域で絶滅危惧のいくつかのレベルで指定されている。生育環境に空中湿度が高い必要があり、環境悪化に弱いと考えられており、また園芸的な採取も問題視されている。特に九州ではその分布が希であることから重視されている。